# The Evil Dead
The Evil Dead är en amerikansk film från 1981 med produktionstiteln Book of the Dead.

## Handling
Filmen handlar om fem ungdomar som hyr en gammal stuga i skogen. Kort efter sin ankomst råkar de komma över en bok, Naturon Demonto (i uppföljarna har boken namnet Necronomicon Ex Mortis), och en bandinspelning av en professor som läser ur boken. När de spelar upp bandet väcks demoner i skogen till liv och ungdomarna dödas en efter en, för att sedan själva förvandlas till så kallade Deadites som enkelt misstas för zombie.  

## Om filmen
Filmen placeras i genren splatter-/zombiefilmer samtidigt som det finns en del tydliga likheter med Wendigo-fenomenet. På sin tid var filmen nydanande och innehöll extrema och utmanande scener och även idag kan innehållet tyckas vara äcklande och skrämmande. Filmen fick två uppföljare, Evil Dead II - Dead by dawn och Army of Darkness, vilka steg för steg lämnade skräckgenren för att istället närma sig komedigenren. Filmen fick dessutom en remake med samma namn 2013 och har sedan 2003 spelats som en kritikerrosad scenmusikal.
Filmens regissör är Sam Raimi och filmen, som var hans första långfilm, gjorde honom omgående till ett tungt namn i skräckfilmsgenren. I huvudrollen ser vi Sam Raimis kompis från gymnasiet Bruce Campbell som också han fick sitt genombrott genom denna trilogi. Joel Coen var klippassistent under klippningsarbetet med The Evil Dead.
Bilen som används i filmen, en Oldsmobile Delta Royale 1973, existerar än i dag och har varit med i de flesta filmer som Sam Raimi regisserat. Som exempel kan nämnas Spider-Man där Ben Parker, Peter Parkers farbror har den.

## Rollista (i urval)
- Bruce Campbell - Ashly 'Ash' J. Williams
- Ellen Sandweiss - Cheryl
- Richard Demanincor (Hal Delrich enligt eftertexterna) - Scotty
- Betsy Baker - Linda
- Theresa Seyferth (nuvarande namn Theresa Tilly, Sarah York enligt eftertexterna) - Shelly